# Mark Hildreth
Mark Hildreth (født 11. november 1967) er en tidligere amerikansk fribryder, der blev kendt i World Championship Wrestling under navnet Van Hammer. 

## World Championship Wrestling
Hildreth kæmpede først for Georgia All-Star Wrestling, men blev tilbudt et job hos WCW i 1991 og tog imod det. Her blev han kendt som Van Hammer, en rolle som en Heavy Metal guitarist. Han debuterede ved Clash of the Champions, og besejrede Terry Taylor på under et minut. Herefter indledte han små fejder med Vinny Vegas, og senere Diamond Dallas Page. Han forsvandt fra WCW i en længere periode, men dukkede op igen i 1998 under navnet Hammer. Her blev han medlem af Raven's Flock, en gruppe der bestod af typer der var blevet afvist af samfundet. Hammer besejrede Perry Saturn i en Loser Leaves The Flock kamp. Men selvom han vandt, blev han angrebet af hans holdkammerater som sparkede ham ud af gruppen. Herefter blev han Van Hammer igen, men kæmpede med et hippie gimmick, hvor han gik ind for fred og kærlighed. Han blev dog i midten af 1999 en bad guy igen, og skrottede sit hippie gimmick. Han opnåede dog ikke nogen succes, og forsvandt igen. I 2000, da Eric Bischoff og Vince Russo overtog WCW, "fyrede" Vince Russo ham, sammen med 4 andre wrestlere. Disse fem dannede Misfits In Action, og kæmpede mod systemet. Alle medlemmerne fik militær navne, og Van Hammer blev kendt som Private Stash, en reference til hans personlige problemer med stoffer, hvilket Mark Hildreth ikke brød sig om. Han brokkede sig også over at være den lavest rangerende i gruppen, og WCW skiftede hans navn til Major Stash. WCW fik dog nok af hans brokkerier, og fyrede ham i sommeren 2000.